# Esso Antwerp (schip, 1955)
De Esso Antwerp was een Belgische olietanker die werd gebouwd in 1955 door de Cockerill Yards in Hoboken bij Antwerpen. Deze voor die tijd supergrote olietanker werd feestelijk van de scheepswerf gehaald door de "Gerling"- en "Letzer"-sleepboten die de Scheldesleepdienst in Antwerpen op de Schelde verzorgen.
Op 6 maart 1961 werd het schip verkocht aan Petromar S.A. de Naviera, Buenos Aires en hernoemd Petromar Campana. In 1971 overgenomen door de ESSO Sociedad Anonyma Petrolera Argentina, Buenos Aires.
Het schip werd in 1978 gesloopt.